# NGC 6957
NGC 6957 (również PGC 65302) – galaktyka spiralna (Sc), znajdująca się w gwiazdozbiorze Delfina. Odkrył ją Albert Marth 28 czerwca 1863 roku.